# Саут-Ориндж
Саут-Ориндж (англ. South Orange) — город в округе Эссекс штата Нью-Джерси, США.

## География
Общая площадь Саут-Оринджа составляет 7,4 км².

## Демография
Численность населения — 16 954 чел. (на 2000 год). Плотность населения — 2298,2 чел./км². Из проживающих здесь 60,41 % — белые американцы, 31,3 % — негры, 4,93 % — латиноамериканцы, 3,89 % — азиатского и 2,71 % — смешанного происхождения. Детей в возрасте до 18 лет имеют 33,8 % семей. 9,8 % населения — старше 65 лет, 22,3 % — младше 18 лет. Соотношение количества женщин и мужчин составляет 100:92,3.

## Доходы населения
Средний годовой доход семьи в Саут-Ориндже составляет 107 641 USD. Мужчины в среднем имеют доход приблизительно на треть больший, чем женщины (61 809 USD против 42 238 USD). 5,3 % населения живут на доходы, лежащие ниже официального уровня бедности, в том числе 2,6 % детей и молодёжи младше 18 лет.

## Известные уроженцы
- Брафф, Зак (род. 1975) — киноактёр и режиссёр.
- Най, Джозеф (род. 1937) — политолог и писатель.
- Преллвитц, Эдит (1865—1944) — художница.
- Сильвер, Джоэл (род. 1952) — кинопродюсер.
- Смит, Тони (1912—1980) —  скульптор-минималист, отец художницы Кики Смит.
- Спейси, Кевин (род. 1959) — актёр.
- Хилл, Лорин (род. 1975) — певица и композитор.
- Шу, Элизабет (род. 1963) — киноактриса.

В Саут-Ориндже прошло детство и юность художницы и скульптора Кики Смит (род. 1954).